# L'Apparition (Chagall)
Pour les articles homonymes, voir L'Apparition.
L'Apparition est un tableau réalisé par le peintre russe Marc Chagall en 1917-1918. Cette huile sur toile représente un peintre à son chevalet visité par un ange. Elle est conservée dans une collection privée.